# Presidente Kennedy (kommun i Brasilien, Tocantins)
Presidente Kennedy är en kommun i Brasilien.   Den ligger i delstaten Tocantins, i den centrala delen av landet, 800 km norr om huvudstaden Brasília. Antalet invånare är 3 685.
I omgivningarna runt Presidente Kennedy växer i huvudsak städsegrön lövskog. Runt Presidente Kennedy är det glesbefolkat, med 8 invånare per kvadratkilometer.